# Paus (Familie)

Heutiges Wappen der Familie.

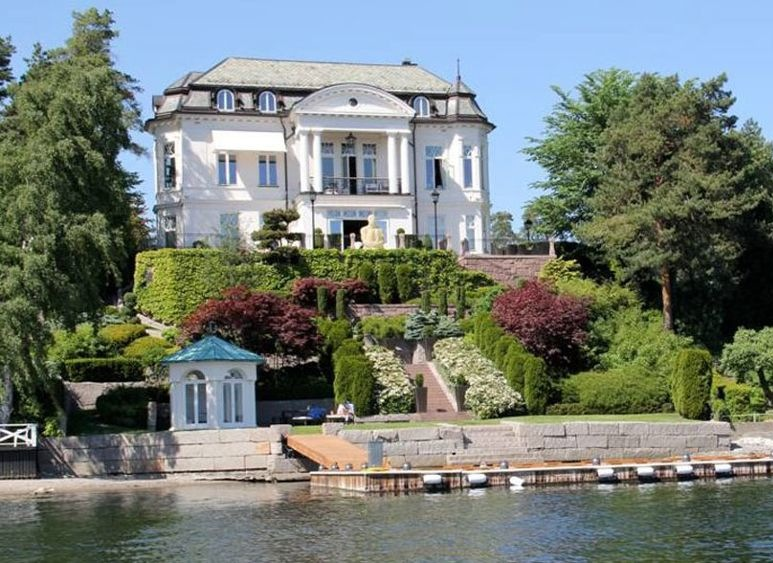
Die „Villa Paus“ auf Bygdøy

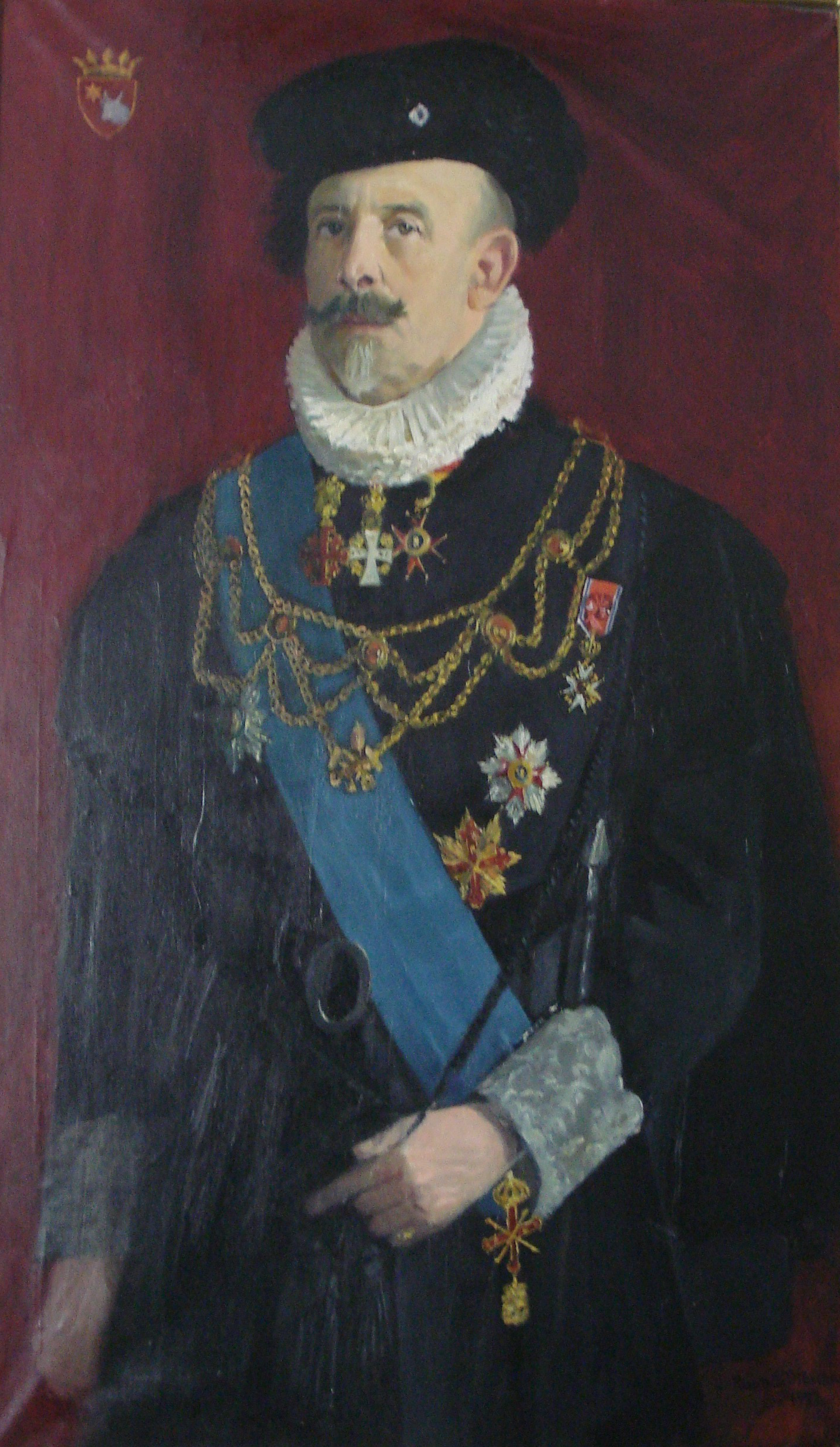
Christopher Tostrup Paus, päpstlicher Kammerherr, Graf, Gutsbesitzer und Philanthrop

Paus (auch Pauss und de Paus) (Aussprache [pæʉs]) ist eine zum ostnorwegischen Patriziat gehörende Familie, deren Mitglieder hauptsächlich in Norwegen und in Schweden leben.
Der patrilineare Progenitor der Familie war Hans Olufsson (gestorben 1570). Als Kanoniker in der Marienkirche in Oslo, d. h. der königlichen Geistlichkeit, hatte Hans gemäß einem 1300 ausgestellten Privilegienbrief Haakons V. den Rang eines Ritters. Die Familie gehörte seit den 1600er Jahren der regionalen Führungsschicht, der „Beamtenaristokratie“, in der Øvre Telemark an, als Priester, Richter und Beamten. Weitere Mitglieder der Familie waren seit den 1800er Jahren Großhändler, Reeder und Gutsbesitzer.
Henrik Ibsen war ein Nachkomme der Familie durch seine Großmutter mütterlicherseits Hedevig Paus und durch seine Stiefgroßvater väterlicherseits, den Reeder Ole Paus.

## Mitglieder
- Peder Povelsson Paus (1590–1653), Propst von Øvre Telemark 1633–1653
- Povel Pedersson Paus (1625–1682), Priester und Unterzeichner der dänisch-norwegischen Verfassung von 1661
- Hans Povelsson Paus (1656–1715), Priester und Dichter
- Christian Cornelius Paus (1800–1879), Richter, Regierungspräsident in Bratsberg, Mitglied des Stortings und Onkel Henrik Ibsens
- Christopher Blom Paus (1810–1898), Reeder, Bankdirektor und Onkel Henrik Ibsens
- Johan Altenborg Paus (1833–1894), Kriegskommissar
- Bernhard Cathrinus Pauss (1839–1907), Theologe und Pädagoge
- Ole Paus (1846–1931), Stahlgroßhändler
- Christopher Tostrup Paus (1862–1943), päpstlicher Kammerherr, Graf, Gutsbesitzer und Philanthrop
- Olav Eduard Pauss (1863–1928), Reeder und Generalkonsul in Sydney
- Alf Paus (1869–1945), Großhändler und Fabrikbesitzer
- Sigurd Pauss (1873–1952), Direktor des Nylands Verksted
- Nikolai Nissen Paus (1877–1956), Arzt und Präsident des Norwegischen Roten Kreuzes
- Thorleif Paus (1881–1976), Generalkonsul, Gutsbesitzer und Geschäftsmann
- Augustin Paus (1881–1945), Industrieller
- Christopher Lintrup Paus (1881–1963), britischer Diplomat
- George Wegner Paus (1882–1923), Rechtsanwalt und Wirtschaftsfunktionär
- Nicolay Nissen Paus (1885–1968), Großhändler und Fabrikbesitzer
- Ole Paus (1910–2003), General und NATO-Amtsträger
- Per Christian Cornelius Paus (1910–1986), Stahlgroßhändler
- Bernhard Paus (1910–1999), Arzt und Großmeister des Norwegischen Freimaurerordens
- Olav Paus (1912–1973), Großhändler
- Brita Collett Paus (1917–1998), Gründerin der Fransiskushjelpen
- Lucie Paus Falck (* 1938), Staatssekretärin
- Peder Paus (* 1945), Geschäftsmann
- Ole Paus (1947–2023), Musiker
- Cecilie Alexandra Pontine Paus (* 1973), Designerin
- Marcus Paus (* 1979), Komponist